# Gaël Bigirimana
Gaël Bigirimana (* 22. Oktober 1993 in Bujumbura) ist ein englisch-burundischer Fußballspieler.

## Leben
Bigirimana wurde in Bujumbura als Sohn eines burundischen Vaters und einer ruandischen Mutter geboren. Der Junge kam 2004 im Alter von zehn Jahren wegen politischer Unruhen in seinem Geburtsland als Flüchtling nach England, nachdem er zuvor bereits kurz in Uganda gelebt hatte. Vor seinem Wechsel nach Newcastle war er aktives Mitglied der Mosaikkirche in Coventry. Dort fungierte er als Teil des Trainerteams von Athletico Mosaic, dem Fußballverein der Glaubensgemeinschaft.

## Karriere

### Verein
Nachdem er ein Jahr in England lebte, bat Bigirimana, der vorher nur als Straßenfußballer aktiv war, beim örtlichen Fußballclub Coventry City um ein Probetraining. Nachdem er im Probetraining überzeugt hatte, spielte er für die Jugendmannschaften von Coventry City. In der Saison 2011/12 wurde er erstmals in der ersten Mannschaft eingesetzt. Bei der 0:1-Heimniederlage gegen Leicester City kam er über die gesamte Spielzeit zum Einsatz. Am 12. März 2012 wurde er mit dem „Championship Apprentice Award“ ausgezeichnet, der Auszeichnung für den besten Neuling der Liga.
Nach seiner ersten Profispielzeit wurde Newcastle United auf den mittlerweile 18-Jährigen aufmerksam. Dort unterzeichnete er einen Fünfjahresvertrag. Er debütierte am 23. August 2012 für den Verein aus Nordengland. In der vierten Qualifikationsrunde zur UEFA Europa League spielte der Mittelfeldspieler 90 Minuten beim 1:1 im Auswärtsspiel gegen Atromitos Athen. Seinen Einstand in der Premier League gab er beim Heimspiel gegen Aston Villa, bei dem Bigirimana für den verletzten Danny Simpson eingewechselt wurde. Die Partie endete ebenfalls 1:1.
Sein erstes Tor im Profifußball erzielte er mit einem Weitschuss zum 3:0-Endstand im Spiel gegen Wigan Athletic. Bigirimana ist der erste burundisch-stämmige Spieler, der in der Premier League ein Tor erzielte. Bach seiner Zeit bei Newcastle spielte er für weitere Vereine im britischen Königreich.

### Nationalmannschaft
Bigirimana ist für die Nationalmannschaften Burundis, Ruandas, Ugandas und Englands spielberechtigt.  Im April 2012 wurde publik, dass der Mittelfeldspieler Ruanda, das Heimatland seiner Mutter, favorisiere. Er absolvierte aber kein Spiel für den afrikanischen Staat, obwohl er im Kader zur Qualifikationsrunde zur U-20-Afrikameisterschaft 2013 auftauchte. Im Oktober darauf erklärte der gebürtige Afrikaner, dass er eine Anfrage des burundischen Fußballverbandes aufgrund der politischen Instabilität im Land ablehnte.
Am 28. Mai 2013 wurde er für die U-20-Fußball-Weltmeisterschaft 2013 in der Türkei nominiert. Sein Debüt absolvierte der Mittelfeldspieler am 16. Juni bei einem 3:0-Sieg in einem Vorbereitungsspiel gegen Uruguay. Er bereitete dabei ein Tor vor.